# Munidopsis laevisquama
Munidopsis laevisquama is een tienpotigensoort uit de familie van de Munidopsidae. De wetenschappelijke naam van de soort is voor het eerst geldig gepubliceerd in 2011 door Lin & Chan.